# Côte-Nord
Pour les articles homonymes, voir Côte Nord.
Cet article possède un paronyme, voir Côtes-du-Nord.
La Côte-Nord est une région administrative du nord-est du Québec, au Canada. Elle est située entre la province de Terre-Neuve-et-Labrador à l'est et la région du Saguenay–Lac-Saint-Jean à l'ouest.
La devise de la Côte Nord est Entre nature et démesure, sa population se trouve principalement sur le littoral du fleuve et du golfe du Saint-Laurent. L'économie de la Côte-Nord est surtout axée sur la pêche, la foresterie et l'industrie minière. La région est composée de six municipalités régionales de comté (MRC) et de trente-trois municipalités locales. En ce qui concerne la superficie, la région figure au deuxième rang parmi les dix-sept régions du Québec, après le Nord-du-Québec.

## Histoire
Lors de sa colonisation au XVIe siècle et surtout au XVIIe siècle, les groupes autochtones nord-côtiers qui peuplent le territoire ont la langue et la culture innue.
Au début du XXe siècle son territoire couvrait le littoral compris entre la rivière Portneuf et Natashquan.

## Géographie
La région administrative, définie en 1966, comprend les bassins versants de tous les cours d'eau qui se jettent dans l'estuaire du Saint-Laurent entre Tadoussac et Blanc-Sablon. La Côte-Nord est la deuxième plus grande région du Québec après le Nord-du-Québec. Sa superficie s'étend sur 351 615 km2, dont 236 664 km2 qui sont terrestres, soit 21 % du territoire québécois. Son nom fait référence au fait que la région est située sur la côte nord du fleuve et du golfe du Saint-Laurent, entre l'embouchure du Saguenay et la région du Labrador. Elle comprend également l'île d'Anticosti, la plus grande île du Québec.
Elle est bordée à l'ouest par la région du Saguenay–Lac-Saint-Jean, à l'est par Terre-Neuve-et-Labrador, au nord par le Nord-du-Québec et au sud par la Gaspésie–Îles-de-la-Madeleine et le Bas-Saint-Laurent. Son territoire est réparti en 49,7 % d'eaux, 45,4 % de forêts (), 4,3 % de milieux humides, 0,4 % de surfaces artificielles et 0,1 % de terres agricoles.

### Relief

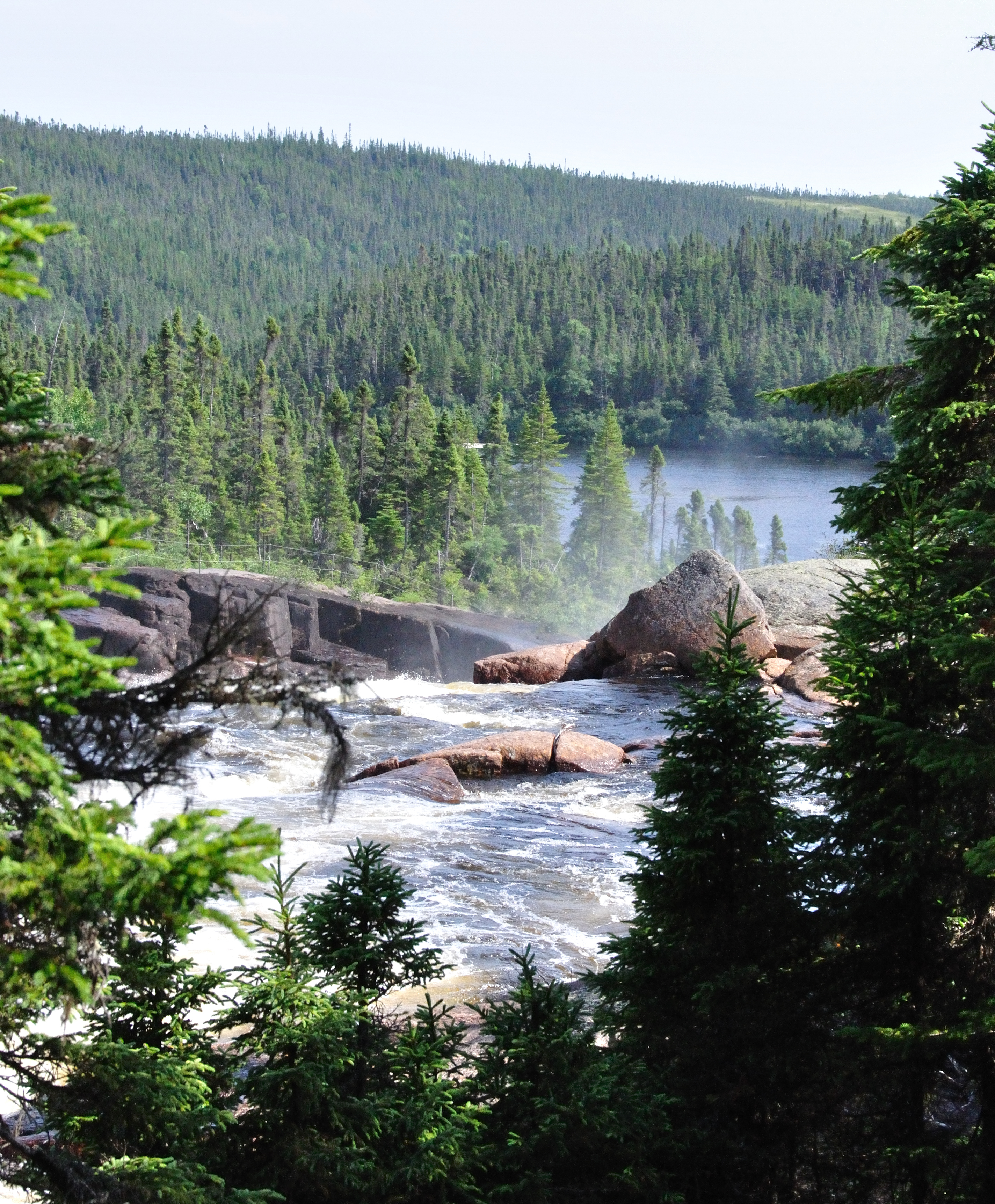
Paysage nord-côtier.

La région est partagée entre une plaine côtière et un arrière-pays caractérisé par la chaîne des Laurentides. La plaine côtière s'élève jusqu'à 200 mètres d'altitude et possède une profondeur de moins de 10 km en Haute-Côte-Nord, tandis qu'elle peut s'étendre sur une cinquantaine de kilomètres en Basse Côte-Nord. À l'intérieur des terres, les Laurentides dépassent les 500 mètres. Ce territoire est marqué par des vallées de quelques centaines de mètres de profondeur. La constituante nord-côtière des Laurentides la plus importante est le massif des monts Groulx, dont les sommets dépassent les 1 000 mètres. On y retrouve également le massif du lac Magpie et une partie des montagnes Blanches.
L'altitude minimale est de 0 m au fleuve Saint-Laurent, tandis que l'altitude maximale est de 1 104 m au mont Veyrier.

### Hydrographie
Le réseau hydrographique de la Côte-Nord est très important. La région est de ce fait la deuxième plus importante au Québec en termes de production d'hydroélectricité. De nombreuses rivières coulent vers le fleuve Saint-Laurent depuis l'intérieur des terres. Parmi les plus importantes, on compte (d'ouest en est) : la rivière des Escoumins, la rivière Portneuf, la rivière Betsiamites, la rivière aux Outardes, la rivière Manicouagan, la rivière Godbout, la rivière Pentecôte, la rivière Sainte-Marguerite, la rivière Moisie, la rivière Magpie, la rivière Saint-Jean, la rivière Romaine, la rivière Natashquan et finalement la rivière du Petit Mécatina.
La Côte-Nord contient également un très grand nombre de lacs, dont certains sont parmi les plus vastes du Québec. Le réservoir de Caniapiscau, plus grande étendue d'eau douce de la province, se trouve en majeure partie sur son territoire. Cela dit, l'immense cratère inondé du réservoir Manicouagan, surnommé « l’œil du Québec », est sans doute le plan d'eau le plus célèbre de la région.

## Protection du patrimoine naturel
Plusieurs portions de territoire de la Côte-Nord sont dédiées spécifiquement à la protection et au maintien de la diversité biologique. La région compte 262 habitats fauniques, 172  zones de concentration oiseaux aquatiques, 12 héronnières, 66 colonie d'oiseaux sur des îles, péninsules ou falaises, 4 habitats de rat musqué et 8 zones de confinement de cerf de Virginie sur l'Île d'Anticosti.

Patrimoine biologique
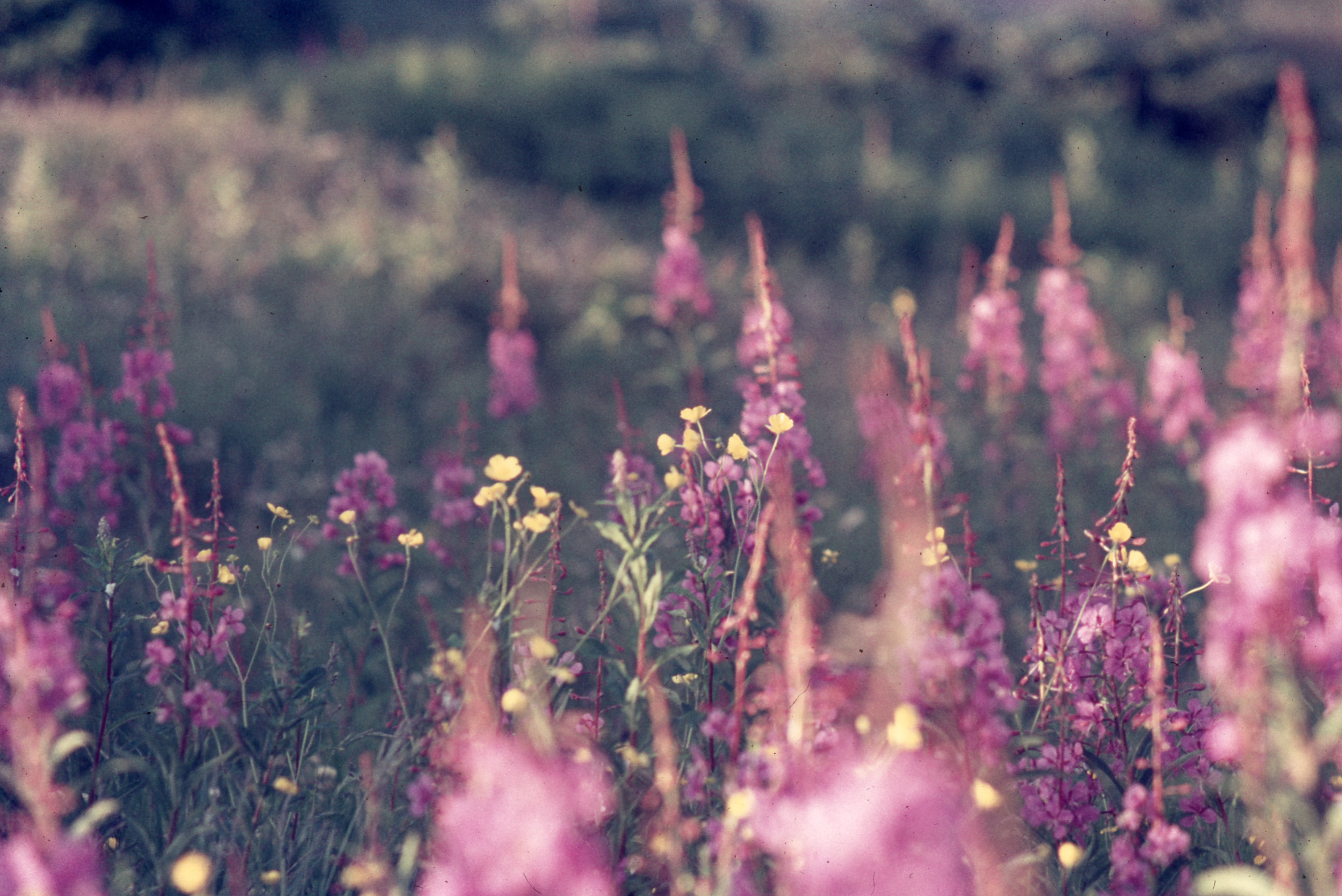
Epilobium angustifolium Linné. — Épilobe à feuilles étroites. — Bouquets rouges. — (Fireweed).
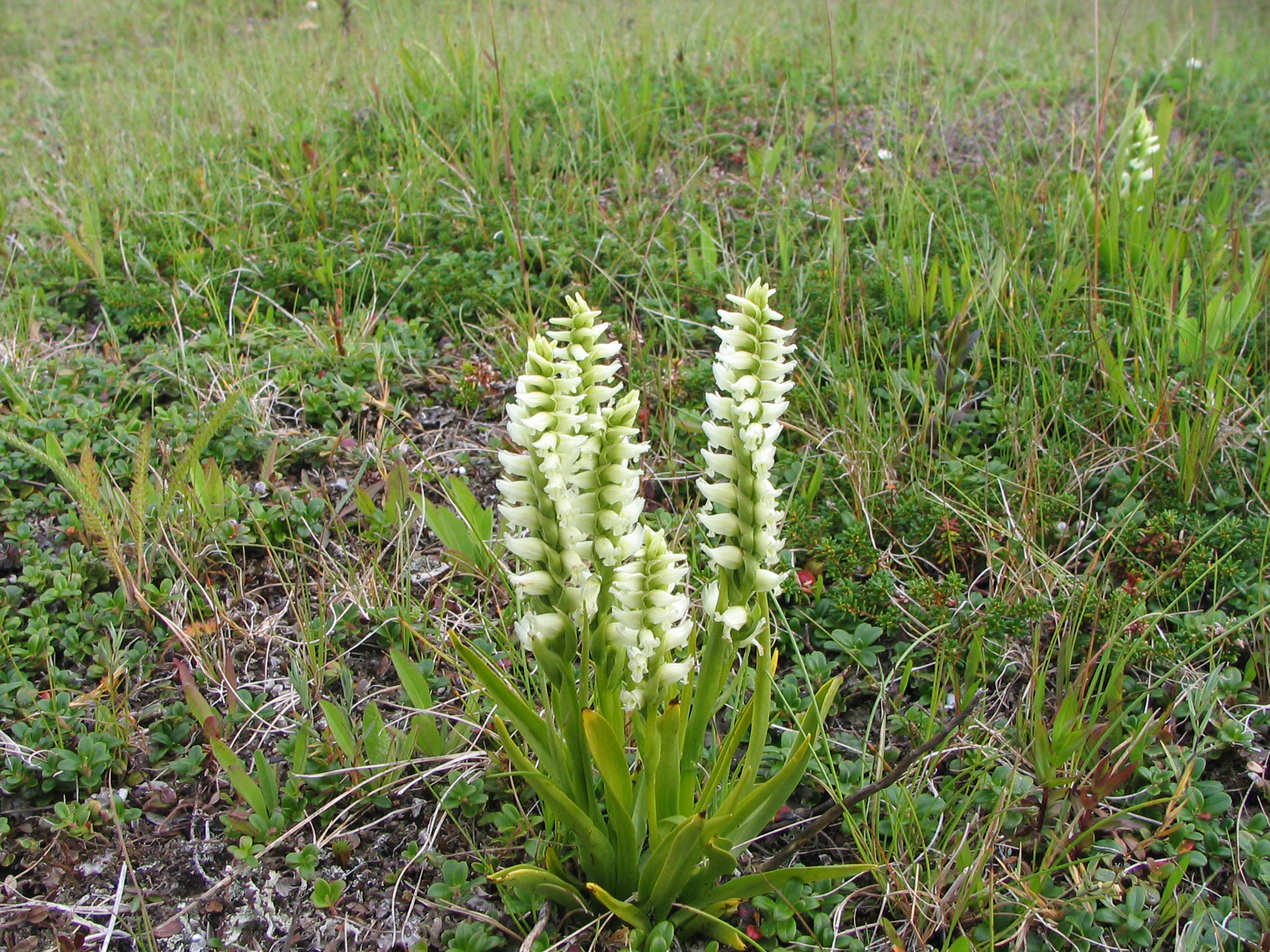
Spiranthes romanzoffiana Chamisso. – Spiranthe de Romanzoff. – (Romanzoff's ladies'-tresses).
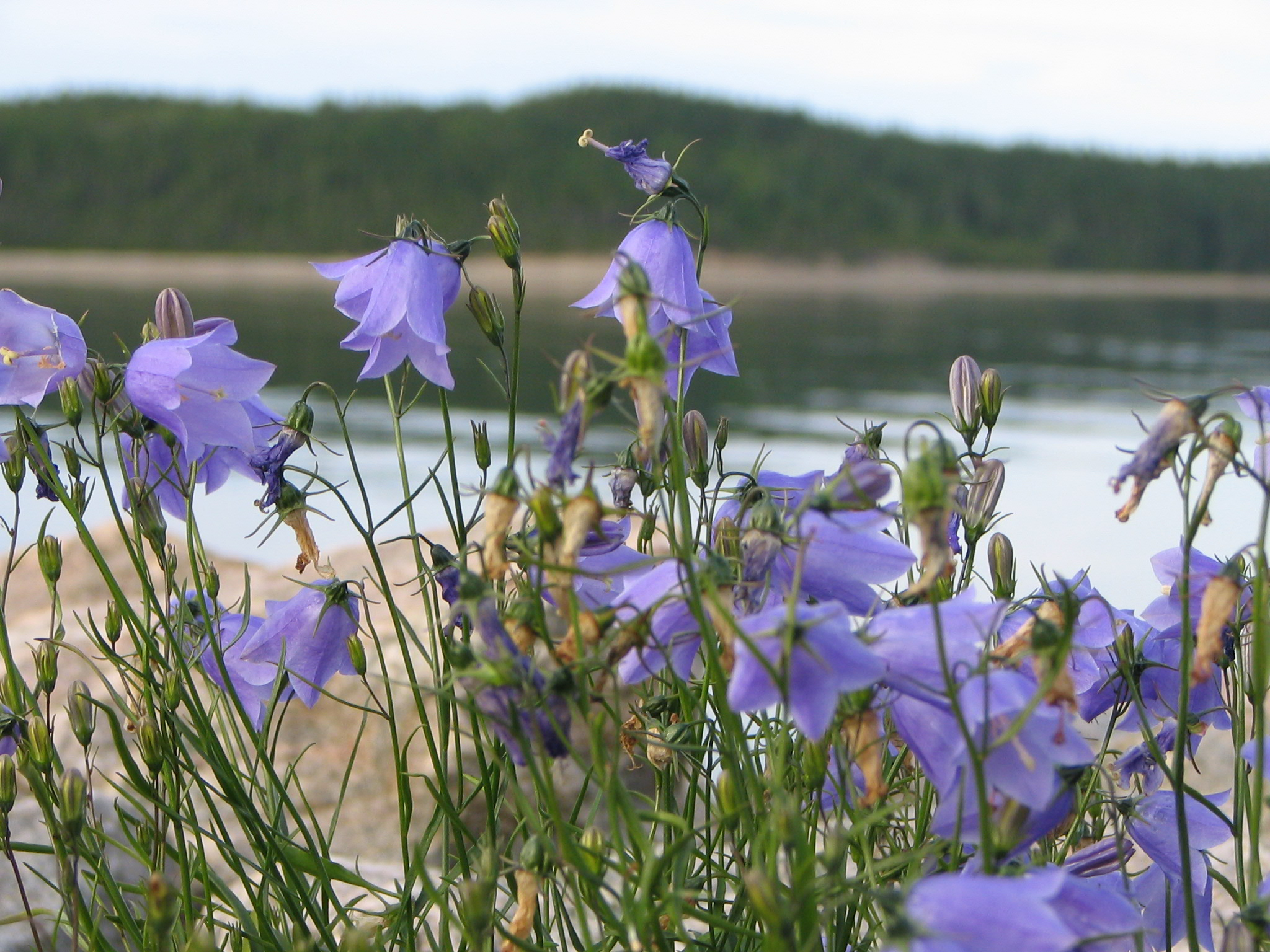
Campanula rotundifolia Linné. – Campanule à feuilles rondes. – (Bluebell).
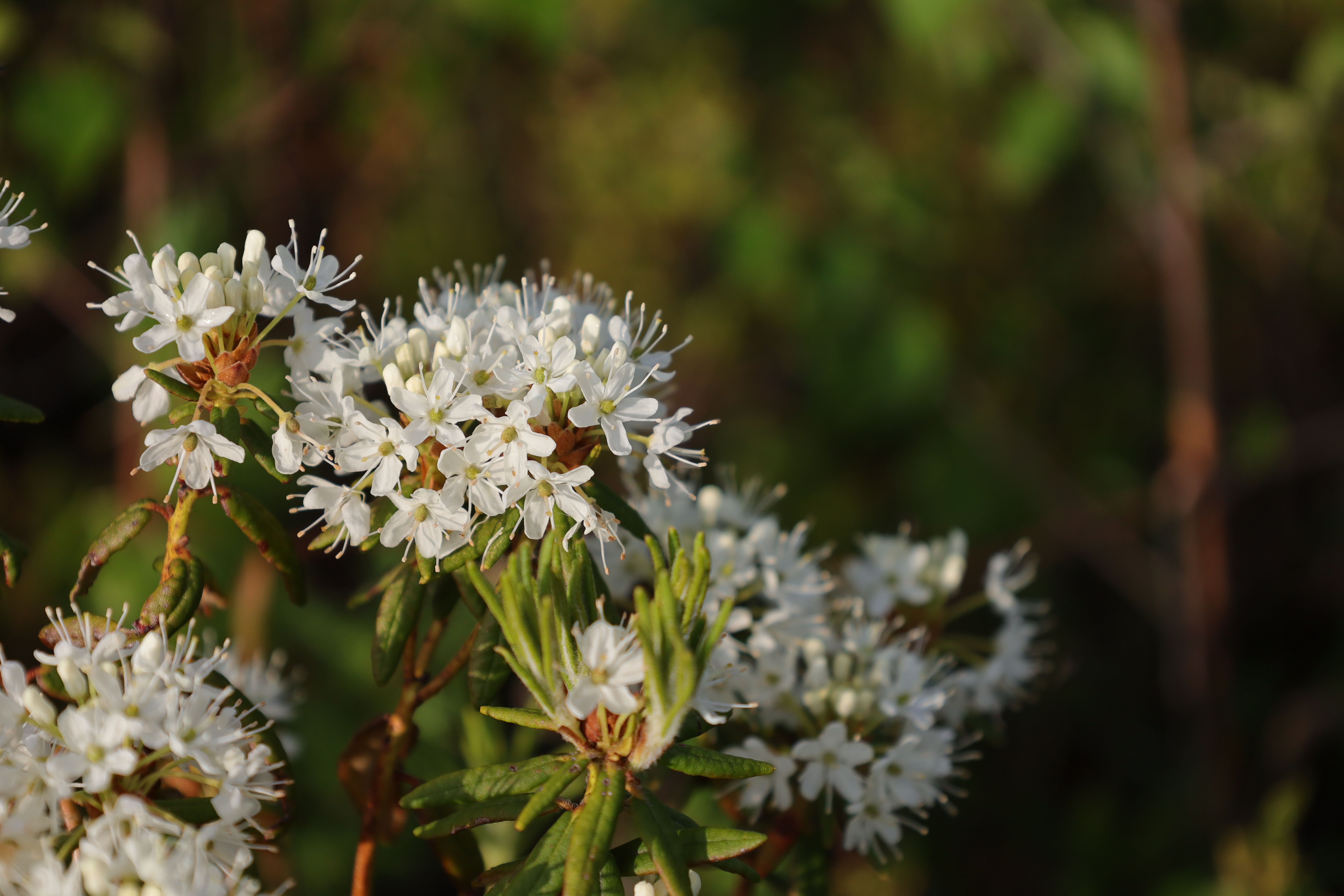
Ledum groenlandicum. — Lédon du Groenland. — Thé du Labrador, Thé velouté. — (Labrador Tea).
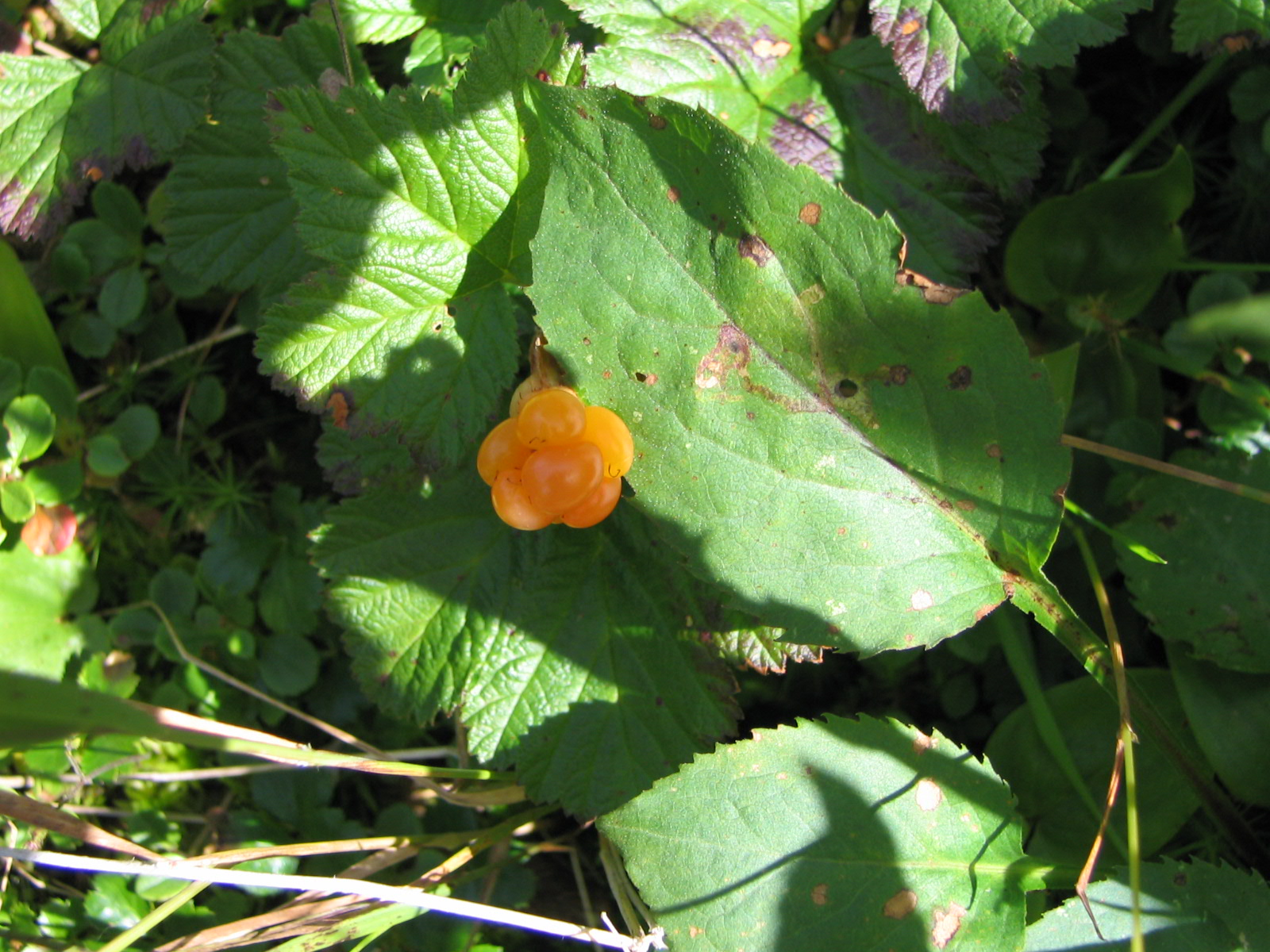
Rubus chamaemorus Linné. — Ronce petit-mûrier. — Mûres blanches, Blackbières, Plaquebières, Chicoutés. — (Cloudberry).

Aperçu de la diversité

Patrimoine géologique
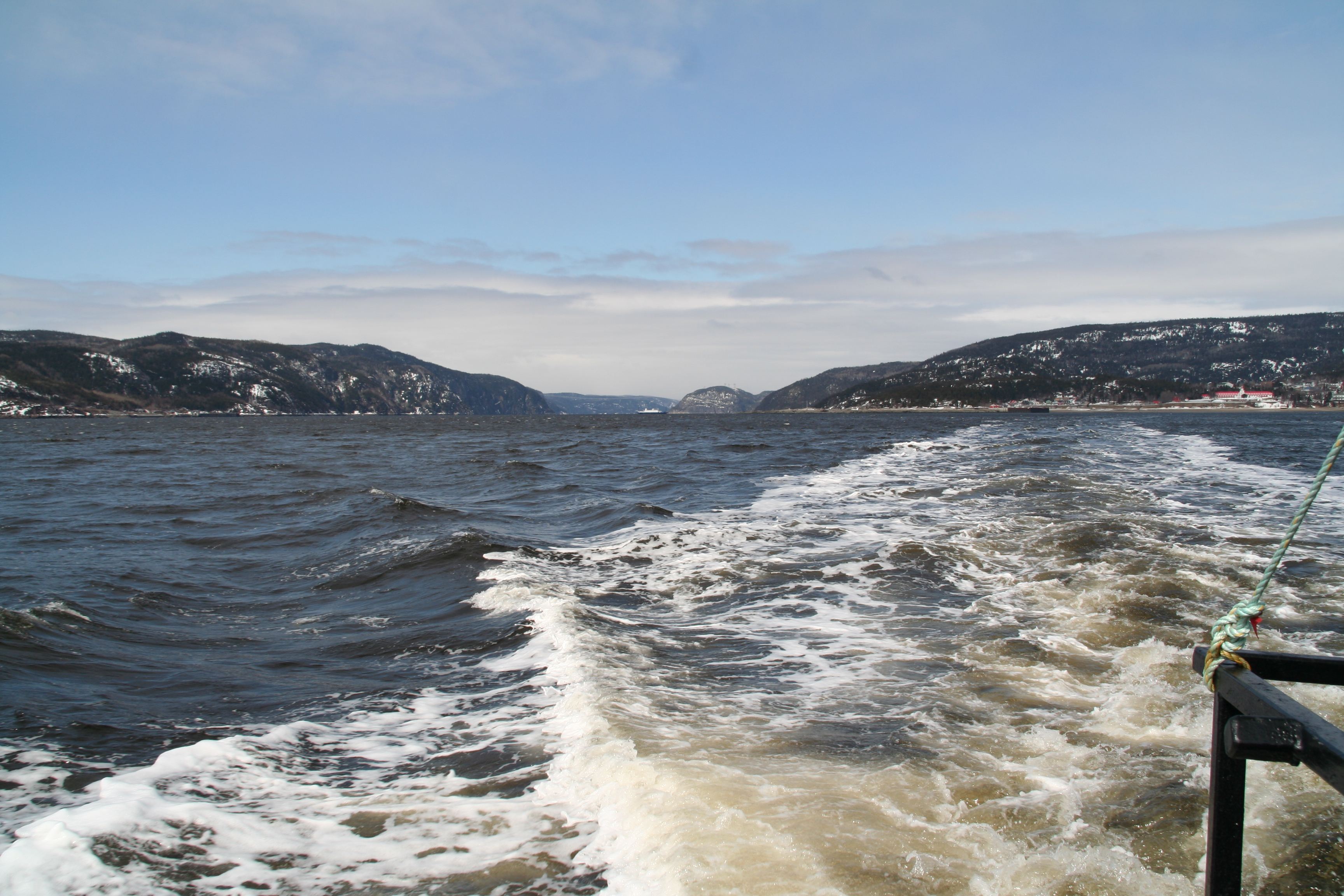
Parc marin du Saguenay–Saint-Laurent
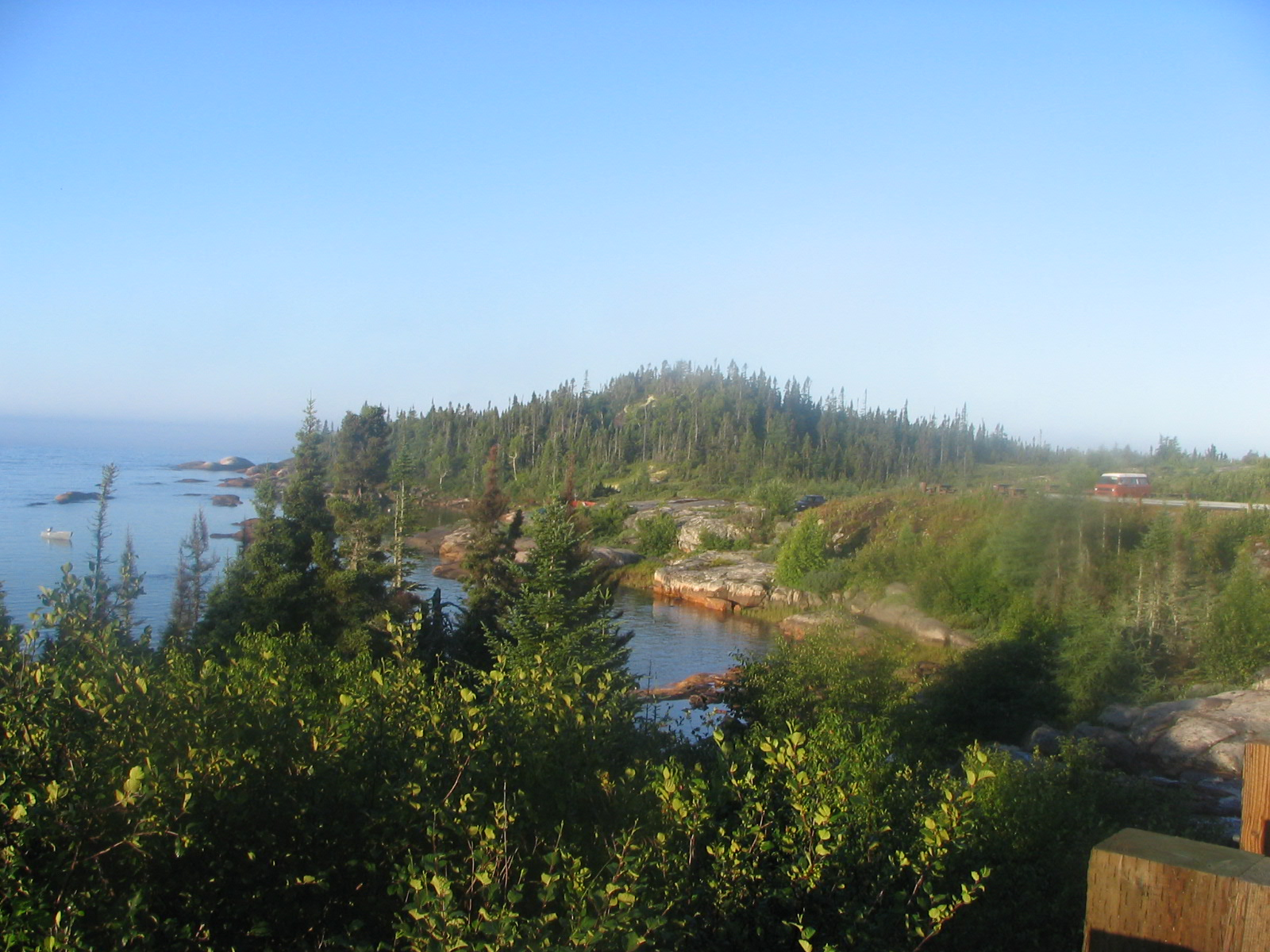
Refuge d'oiseaux migrateurs de Watshishou
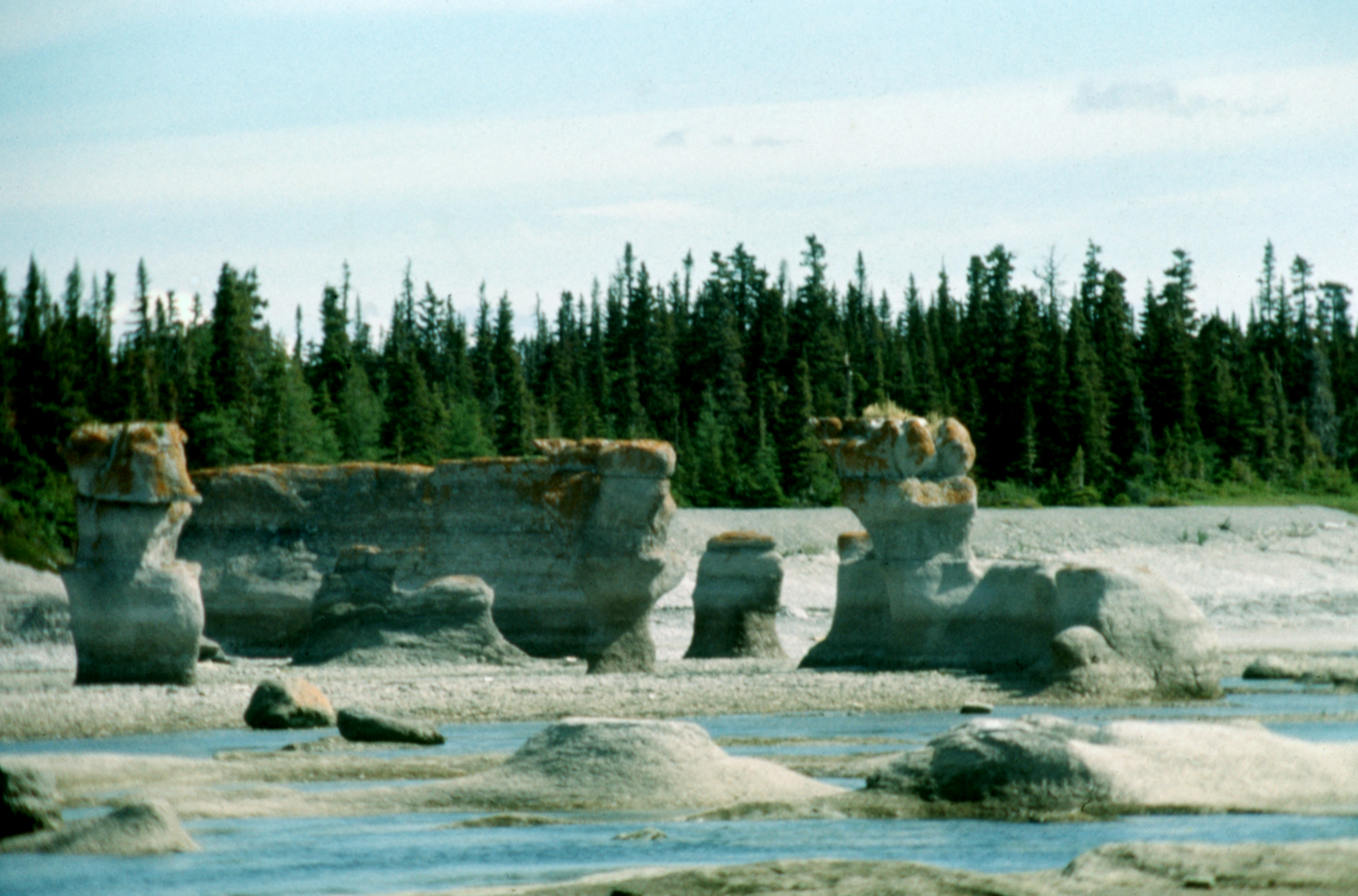
Réserve de parc national de l'Archipel-de-Mingan
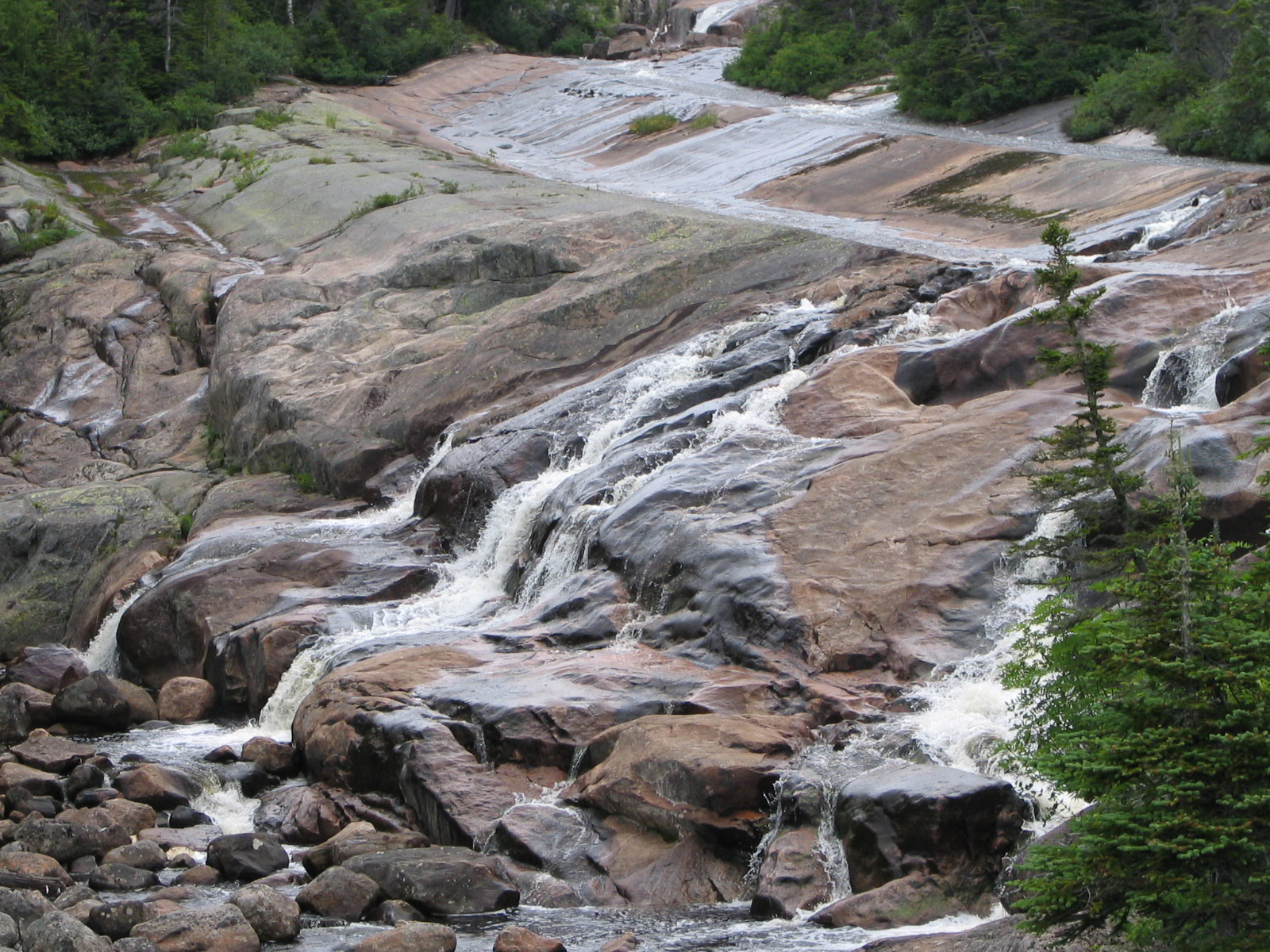
Rivière du Sault Plat
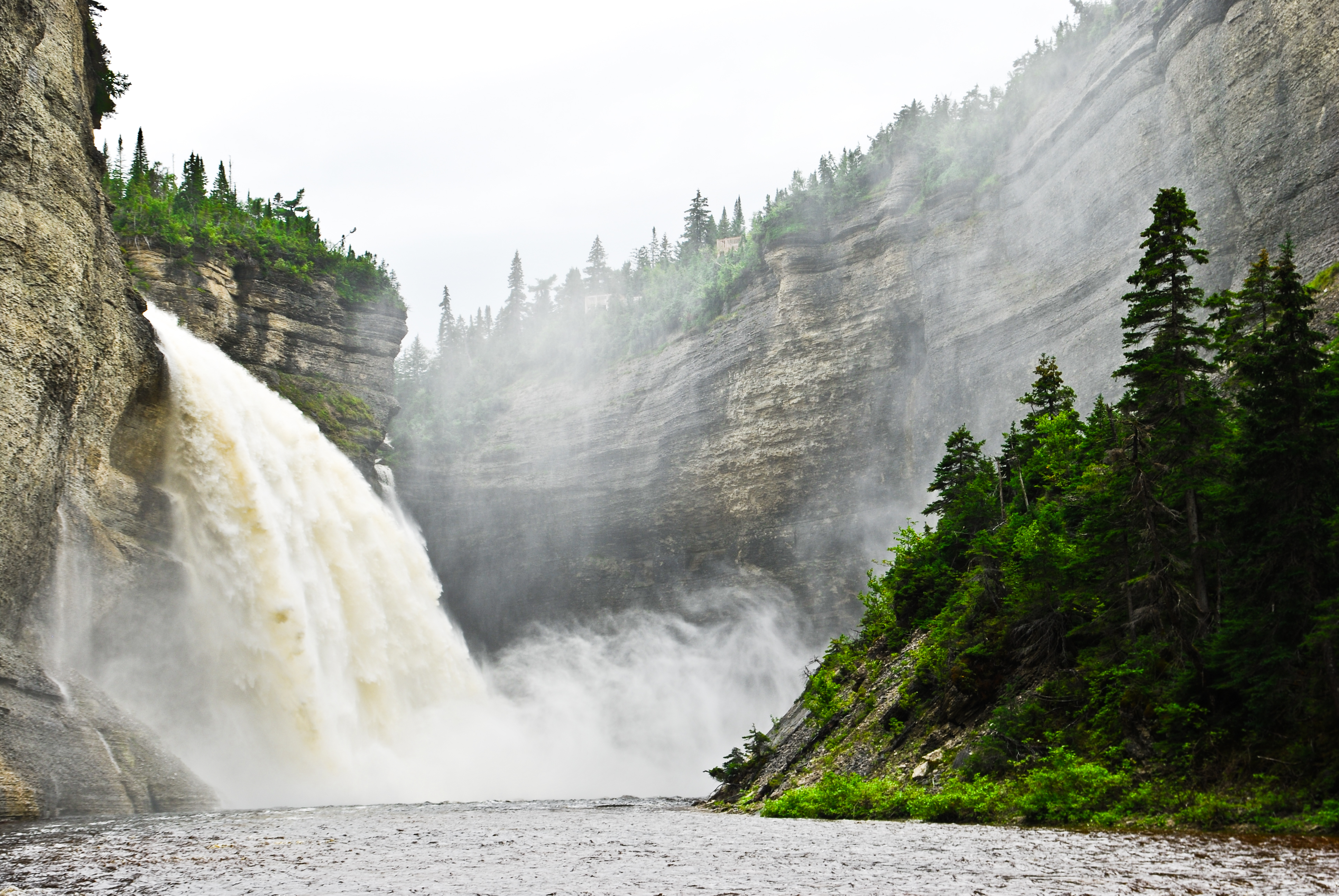
Île d'Anticosti Patrimoine mondial de l'UNESCO

## Démographie
| 1951   | 1961   | 1971   | 1981    | 1991   | 2001   | 2006   | 2011   | 2016   |
| ------ | ------ | ------ | ------- | ------ | ------ | ------ | ------ | ------ |
| 37 342 | 64 969 | 87 584 | 108 669 | 96 735 | 97 766 | 95 911 | 94 766 | 92 518 |

| 2021 | 2026 | 2031 | 2036 | 2041 | 2046 | 2051 | 2056 | 2061 |
| ---- | ---- | ---- | ---- | ---- | ---- | ---- | ---- | ---- |
| -    | -    | -    | -    | -    | -    | -    | -    | -    |

| Municipalité régionale de comté | 1951   | 1961   | 1971   | 1981    | 1991   | 2001   | 2006   |
| ------------------------------- | ------ | ------ | ------ | ------- | ------ | ------ | ------ |
| La Haute-Côte-Nord              | 10 839 | 15 162 | 14 952 | 14 668  | 13 303 | 12 894 | 12 303 |
| Manicouagan                     | 12 413 | 20 091 | 32 001 | 35 357  | 34 232 | 33 620 | 33 052 |
| Sept-Rivières - Caniapiscau     | 5 394  | 19 467 | 29 140 | 47 114  | 38 287 | 38 931 | 38 661 |
| Minganie - Basse-Côte-Nord      | 8 696  | 10 249 | 11 491 | 11 530  | 10 913 | 12 321 | 11 895 |
| Total Côte-Nord                 | 37 342 | 64 969 | 87 584 | 108 669 | 96 735 | 97 766 | 95 911 |

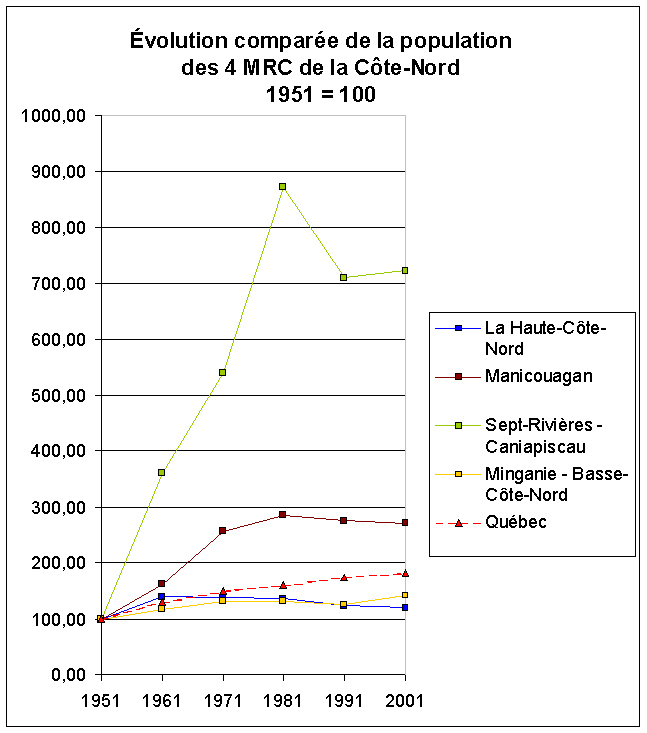
Évolution comparée des MRC de la Côte-Nord.

La Côte Nord a connu une véritable explosion démographique entre 1951 et 1981, multipliant par trois sa population. Cette croissance démographique est consécutive à l'industrialisation de la région fondée sur l'exploitation et la première transformation de ses ressources naturelles (forêt, mines de fer et de titane, hydroélectricité). En 2006, le taux de natalité était de 10,8 ‰, et de mortalité, 6,3 ‰.
Deux pôles urbains et industriels accaparent la quasi-totalité de la croissance de cette période : Baie-Comeau et Sept-Îles. Ceci explique la grande disparité observée dans la croissance démographique des quatre MRC de la Côte-Nord. Alors que la MRC des Sept-Rivières connaît une expansion sans égal au Québec entre 1951 et 1981, passant de 5 394 à 47 114 habitants et que la MRC de Manicouagan voit sa population tripler sur la période, les MRC de la Haute-Côte-Nord et de la Minganie-Basse-Côte-Nord voient leur population ne croître que très faiblement, sous le taux de croissance du Québec. À partir de 1981, les difficultés économiques de la grande industrie (fermeture des mines de Gagnon et de Schefferville, notamment) entraînent une importante baisse de la population dans toutes les MRC nord-côtières, mais surtout dans la MRC des Sept-Rivières, qui perd 9 000 habitants en 10 ans. Après une légère hausse de population entre 1991 et 2001, la tendance à la baisse amorcée en 1981 s'est confirmée au dernier recensement de 2006 qui révèle une baisse de 1,9 % de la population en 5 ans.
Les difficultés économiques du secteur primaire et manufacturier laissent entrevoir des perspectives démographiques négatives à plus long terme avec une baisse prévue de la population de 18 % entre 2001 et 2026, selon l'Institut de la statistique du Québec.

## Administration
La Côte-Nord est divisée en six municipalités régionales de comté où l'on retrouve : 33 municipalités locales, 10 territoires non organisés et 10 réserves indiennes pour un total de 53 municipalités.
| Nom                       | Chef-lieu                           | Population 2021 | Superficie terrestre (km2) | Densité (hab./km2) | Ref. |
| ------------------------- | ----------------------------------- | --------------- | -------------------------- | ------------------ | ---- |
| Caniapiscau               | Fermont                             | 3 882           | 79 253,6                   | 0,05               |      |
| La Haute-Côte-Nord        | Les Escoumins                       | 10 278          | 12 430,9                   | 0,83               |      |
| Le Golfe-du-Saint-Laurent | Côte-Nord-du-Golfe-du-Saint-Laurent | 3 382           | 40 654,62                  | 0,08               |      |
| Manicouagan               | Baie-Comeau                         | 30 158          | 39 246,4                   | 0,77               |      |
| Minganie                  | Havre-Saint-Pierre                  | 6 467           | 92 546,05                  | 0,07               |      |
| Sept-Rivières             | Sept-Îles                           | 34 358          | 32 571,6                   | 1,05               |      |
| Région                    | Région                              | 88 525          | 300 281,83                 | 0,29               |      |

## Politique

### Ministre responsable
| Période | Période         | Député                    | Parti                   |
| ------- | --------------- | ------------------------- | ----------------------- |
|         | 2008 - 2012     | Serge Simard              | Parti libéral du Québec |
|         | 2012 - 2014     | Alexandre Cloutier        | Parti québécois         |
|         | 2015 - 2016     | Yves Bolduc               | Parti libéral du Québec |
|         | 2015 - 2016     | Pierre Arcand             | Parti libéral du Québec |
|         | 2018 - 2022     | Jonatan Julien            | Coalition avenir Québec |
|         | 2022 - en cours | Kateri Champagne Jourdain | Coalition avenir Québec |

### Circonscriptions électorales

#### Circonscriptions électorales provinciales
- René-Lévesque : Yves Montigny (CAQ)
- Duplessis :  Kateri Champagne Jourdain (CAQ)

#### Circonscriptions électorales fédérales
- Manicouagan : Marilène Gill (BQ)

## Santé
Les services de santé publics dans la région sont assurés par le Centre intégré de santé et de services sociaux de la Côte-Nord.

## Éducation

### Enseignement primaire et secondaire
L'enseignement primaire et secondaire dans la région est assuré par quatre centres de services scolaires et une commission scolaire relevant du ministère de l'Éducation du Québec. Ces organismes sont également chargés de l'éducation secondaire aux adultes et de la formation professionnelle. À des fins d'organisation, les centres assurent les services de cinq districts scolaires chacun.

#### Centre de services scolaire de l'Estuaire
- Auparavant la Commission scolaire de l'Estuaire, ce centre de services scolaire dessert : la MRC de La Haute-Côte-Nord et la MRC de Manicouagan.

#### Centre de services scolaire du Fer
- Auparavant la Commission scolaire du Fer, ce centre de services scolaire dessert : Fermont, Port-Cartier, Sept-Îles.

#### Centre de services scolaire de la Moyenne-Côte-Nord
- Auparavant la Commission scolaire de la Moyenne-Côte-Nord, ce centre de services scolaire dessert : la MRC Minganie (Aguanish, Baie-Johan-Beetz, Havre-Saint-Pierre, Longue-Pointe-de-Mingan, Natashquan, Rivière-Saint-Jean (et Magpie), Rivière-au-Tonnerre), Sheldrake).

#### Centre de services scolaire du Littoral
- Auparavant la Commission scolaire du Littoral, ce centre de services scolaire dessert : les villages de la Basse-Côte-Nord qui sont très éloignés les uns des autres. Ce centre de services scolaire a un statut particulier et l'enseignement a lieu en français et en anglais.

### Enseignement supérieur
En Côte-Nord, on retrouve deux collèges d'enseignement général et professionnel :
- Cégep de Baie-Comeau ;
- Cégep de Sept-Îles.

## Dans la culture
La Côte-Nord a inspiré de nombreux artistes québécois. Le plus célèbre d’entre eux est sans doute Gilles Vigneault, dont l’œuvre accorde une place importante à sa ville natale Natashquan. Plus récemment, des poètes tels que Kristina Gauthier-Landry, Andréane Frenette-Vallières et Noémie Pomerleau-Cloutier ont écrit des recueils inspirés par cette région.
En peinture, Carol Bérubé a réalisé de nombreux tableaux des paysages nord-côtiers.
Pour les Innus de la région la tradition de chasse et de pêche, qui est transmise de génération en génération c'est aussi important. Les aînés enseignent aux jeunes les techniques de chasse et de pêche, ainsi que les connaissances sur la faune et la flore de la région.

## Personnalités liées à la région
- Julie Bélanger, animatrice
- Guy Carbonneau, ancien joueur de hockey
- Louis-Jean Cormier, auteur-compositeur-interprète, ancien chanteur de groupe Karkwa et chanteur solo.
- David Desrosiers, ancien bassiste pour le groupe de rock Simple Plan
- Dany Dubé, commentateur sportif
- Karl Dykhuis, ancien joueur de hockey
- Naomi Fontaine, romancière innue
- Bernard Fortin, comédien
- Lucien Lessard, homme politique et d'affaire
- Paul LeDuc, lutteur professionnel
- Claude McKenzie, auteur-compositeur-interprète innu, membre de Kashtin (ayant grandi à Maliotenam)
- Dave Morissette, ancien joueur de hockey et animateur
- Brian Mulroney, Premier ministre du Canada de 1984 à 1993
- Gilles Vigneault, chanteur et poète
- Florent Vollant, auteur-compositeur-interprète innu, membre de Kashtin
- Eve Ringuette, actrice

## Galerie d'images

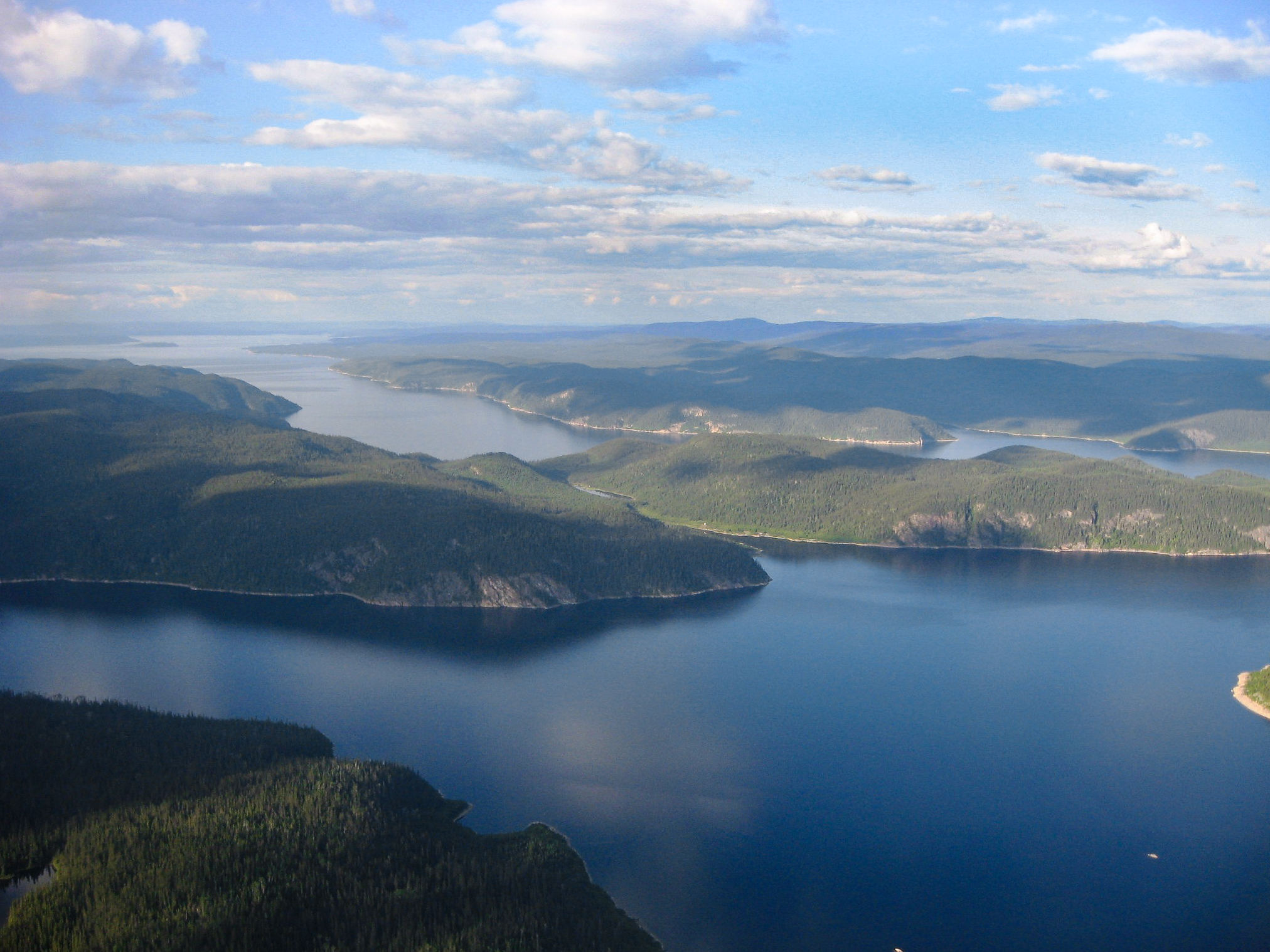
L'île René-Levasseur.
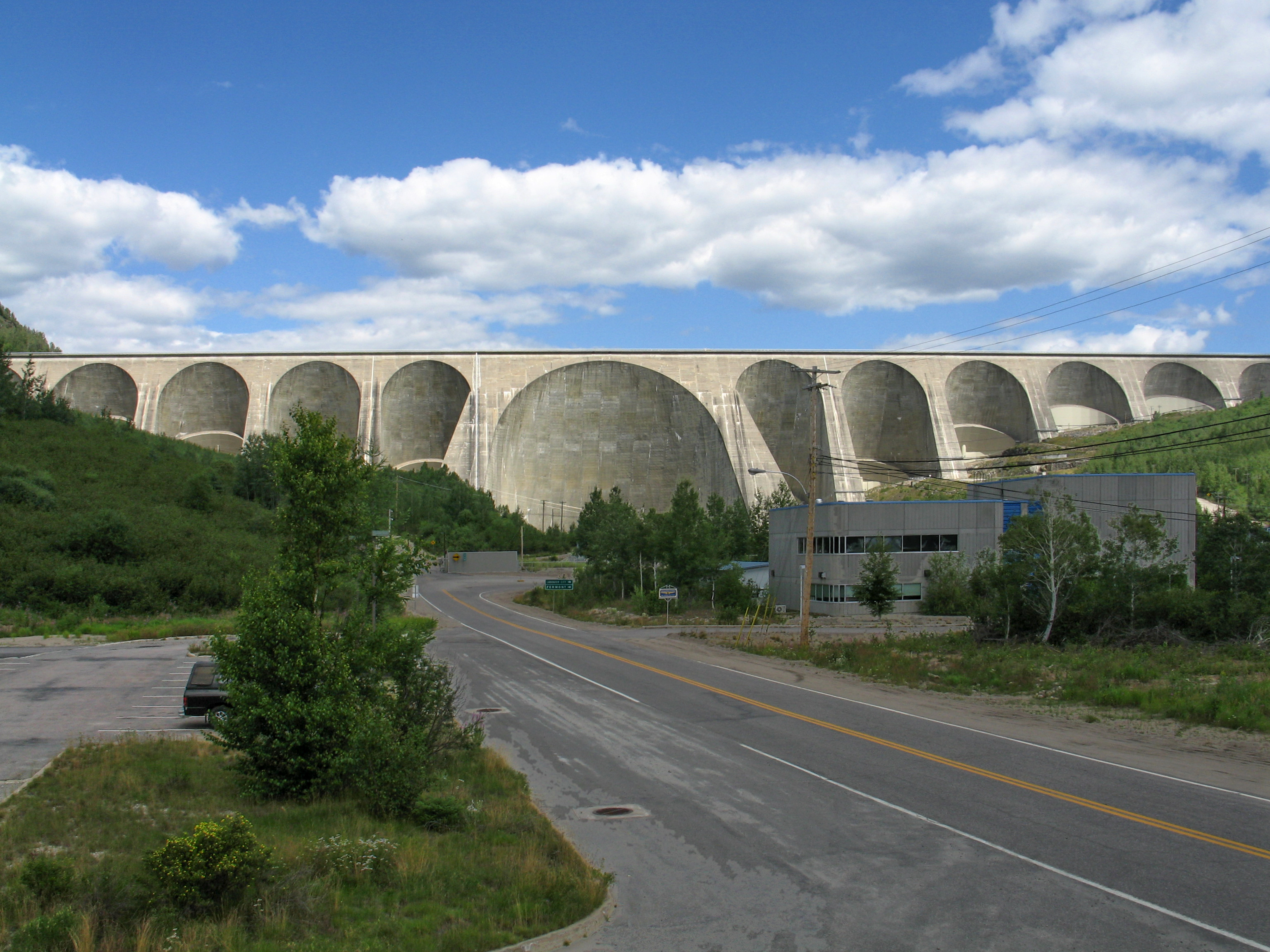
Le barrage Daniel-Johnson.
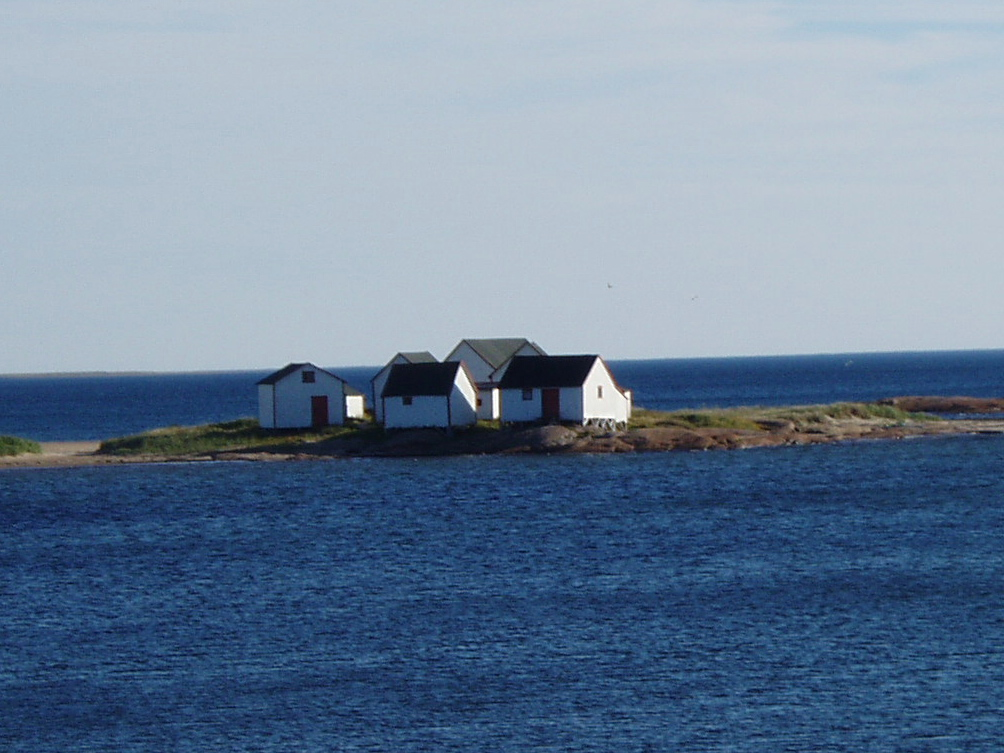
Natashquan.
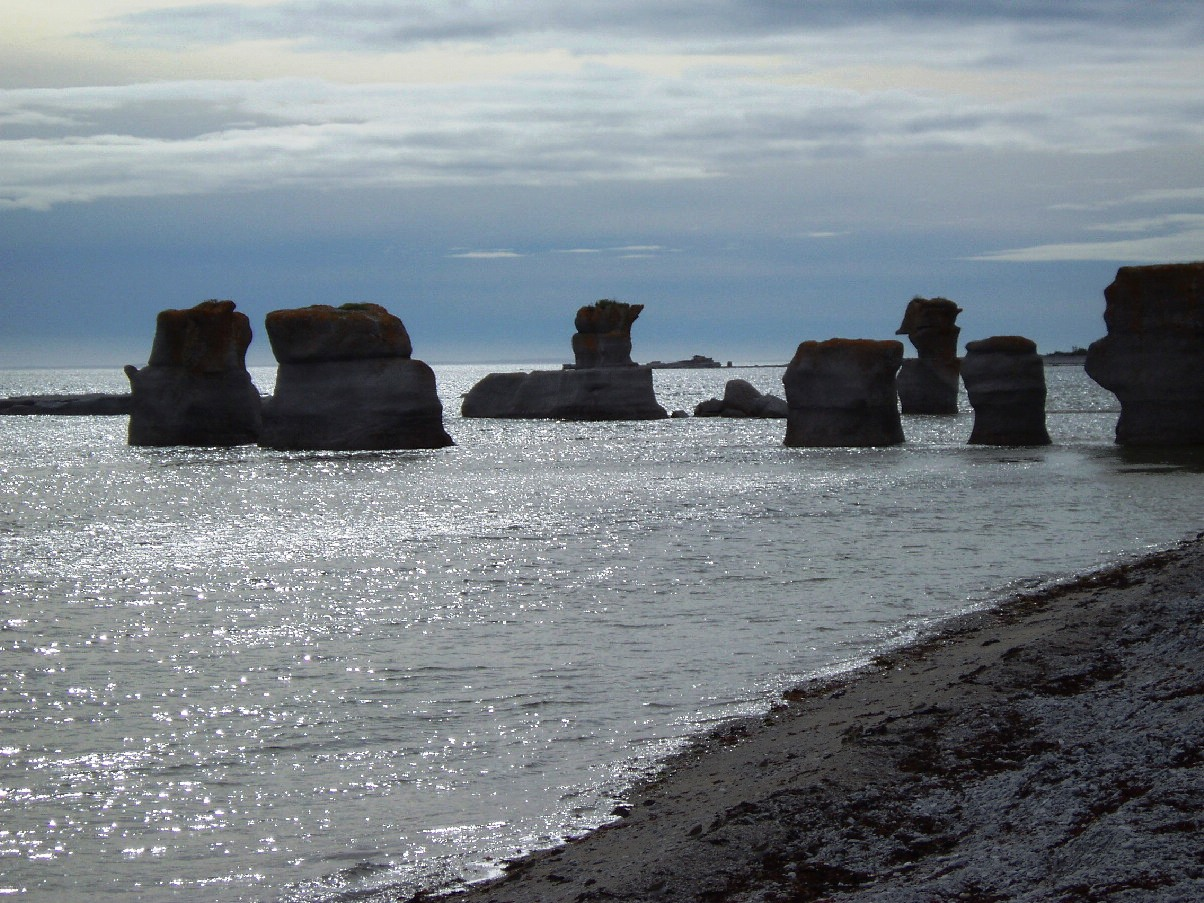
Des Monolithes près de Havre-Saint-Pierre.
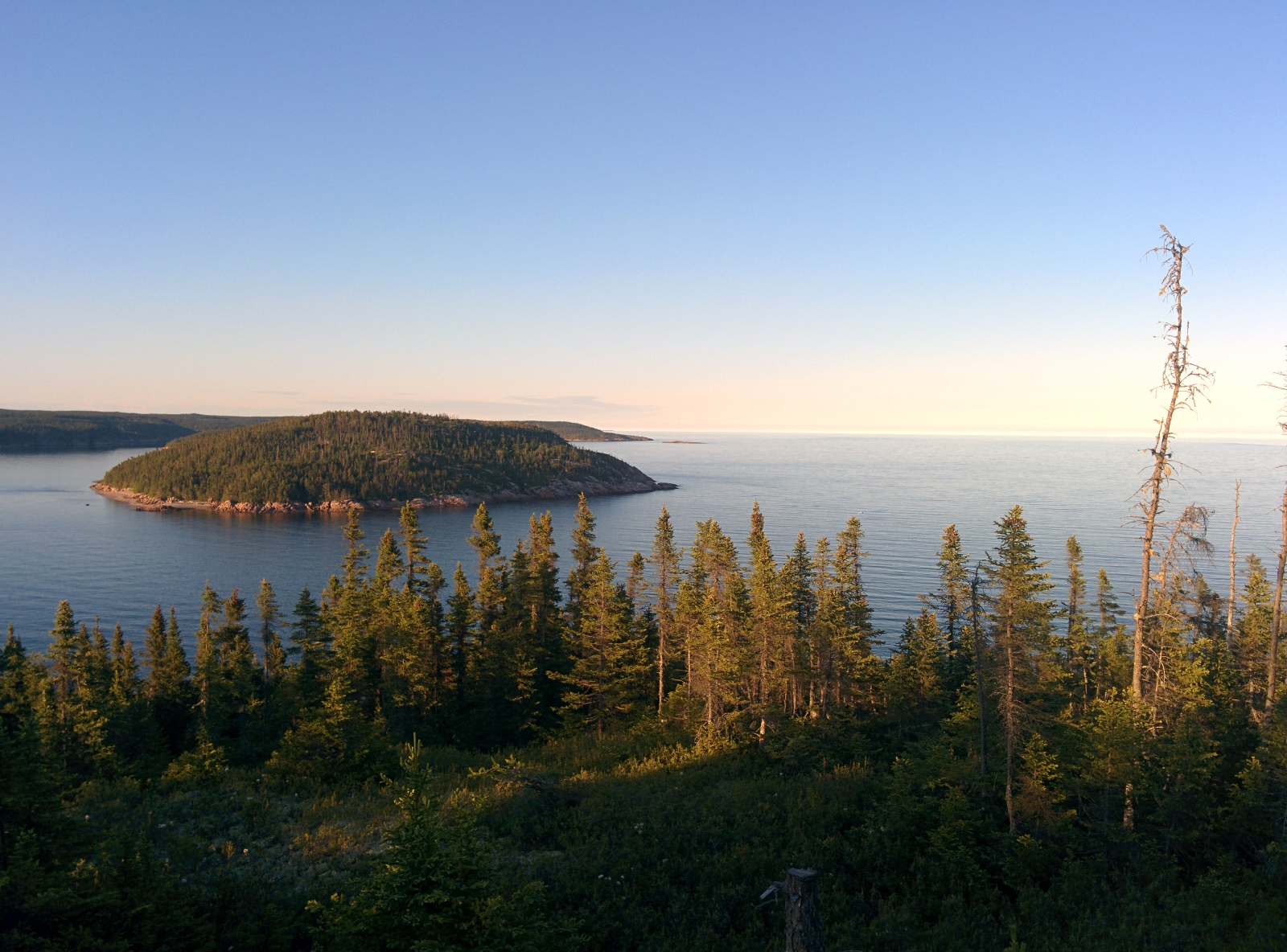
Refuge faunique de l'Île Laval près de Forestville.